# Abbaye du Mont-des-Cats
Pour les articles homonymes, voir Mont des Cats (homonymie).
L'abbaye Sainte-Marie du Mont-des-Cats (prononcé [mɔ̃ dɛ ka] ; connue simplement comme abbaye du Mont-des-Cats) est un monastère de moines cisterciens de tradition trappiste fondé en 1826 sur le mont des Cats (commune de Godewaersvelde), dans le Nord (France), qui releva une tradition pluriséculaire de vie religieuse sur le site. La communauté actuelle de moines trappistes compte une trentaine de membres.

## Histoire
Vers 1650, les antonins s'installent au sommet du mont des Cats dont la région dépend de l'évêque d'Ypres.
En 1689, les frères sont rattachés à la communauté de Saint-Antoine situés sur le Mont Kemmel. En 1792, l'ermitage des antonins est supprimé. En 1819, Nicolas Ruyssen, peintre né à Hazebrouck, achète les ruines de l'ancien ermitage au mont des Cats. En 1821, avec l'aide des Frères des Écoles chrétiennes de Saint-Omer, il y installe une école.
Le 26 janvier 1826, quelques moines trappistes de l'abbaye de Notre-Dame du Gard arrivent. Le 18 mai 1826, Nicolas Ruyssen meurt et est enterré dans l'oratoire du monastère. Lors de la construction du nouveau monastère, on transféra son corps qui repose depuis lors dans l'église abbatiale du Mont-des-Cats. C'est donc sous l'impulsion de Nicolas Ruyssen qu'est fondée l'abbaye.
Le 9 décembre 1847, le monastère est érigé en abbaye par le cardinal et archevêque de Cambrai, Pierre Giraud, qui lui donna le nom d'« abbaye Sainte-Marie du Mont ». La communauté se composait alors de 47 religieux. À la fin du XIXe siècle, un nouveau monastère voit le jour[pas clair].
Durant la Première Guerre mondiale, l'abbaye sert de garnison et d'hôpital ; l'offensive allemande progressant, les moines évacuent les lieux ; ils y reviennent à la fin de la guerre.
La dédicace de l'église abbatiale rénovée par le nonce apostolique en France, Angelo Giuseppe Roncalli, futur Jean XXIII, eut lieu le 30 août 1950.
Dans la seconde moitié du XXe siècle, l'abbaye a connu un grand rayonnement, par la qualité de ses recrutements, l'intensité de sa vie spirituelle, notamment sous l'influence de l'un de ses abbés, André Louf.

## Abbés
- 1846-1883 : Dominique Lacaes
- 1883-1889 : Sébastien Wyart
- 1889-1906 : Jérôme Parent
- 1906-1919 : Bernard Richebé
- 1919-1940 : Sébastien Vandermarlière
- 1945-1962 : Achille Nivesse
- 1963-1997: André Louf
- 1997-2009: Guillaume Jedrzejczack
- 2009-2016 : Jacques Delesalle
- 2016-2022 : Marc-André Di Péa
- depuis 2023 dom Bernard Marie van Caloen élu le 25 janvier 2023 reçu sa bénédiction abbatiale le 2 mars 2023

## Architecture et description

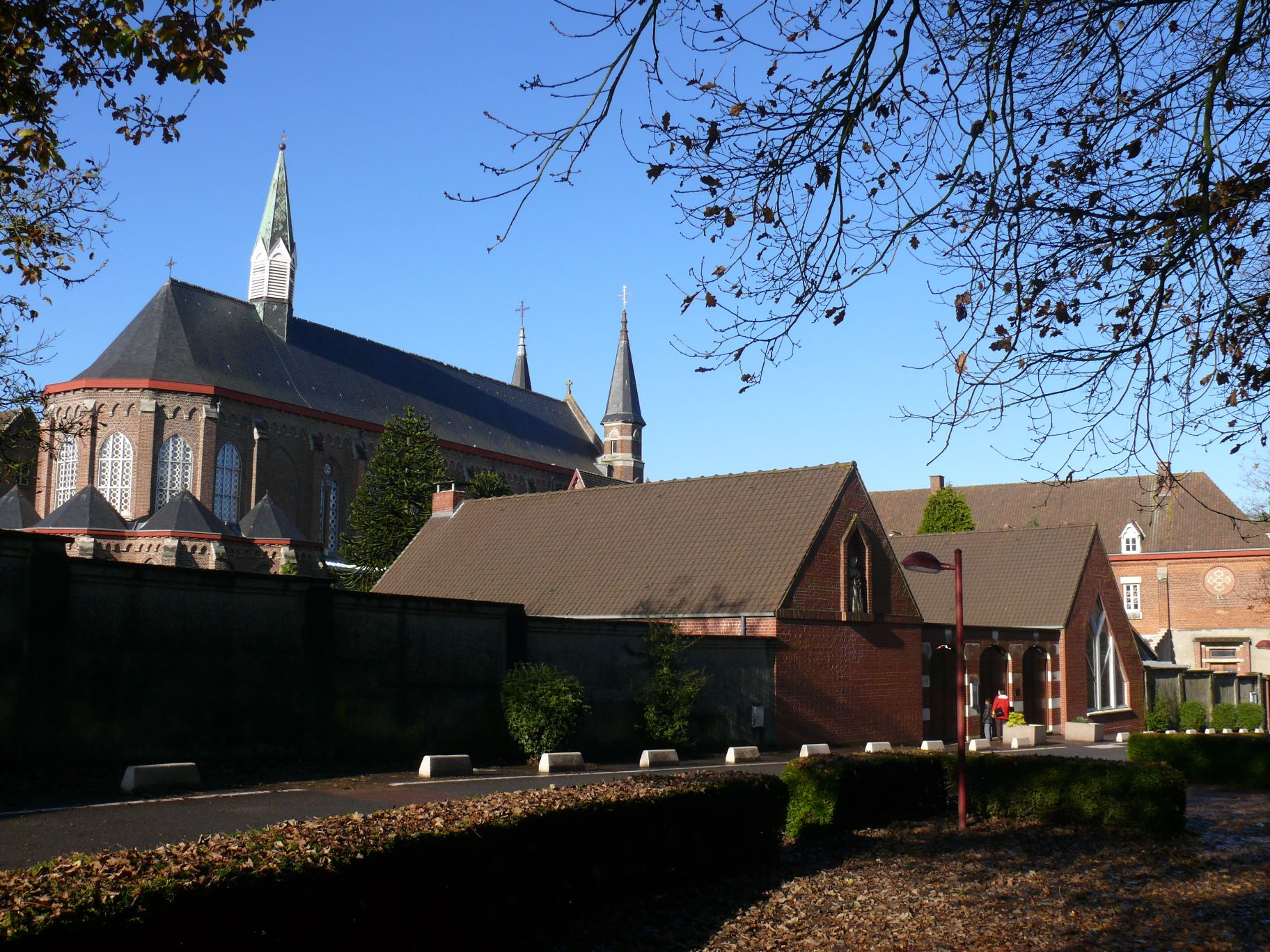
Image de l'abbaye du Mont des Cats.
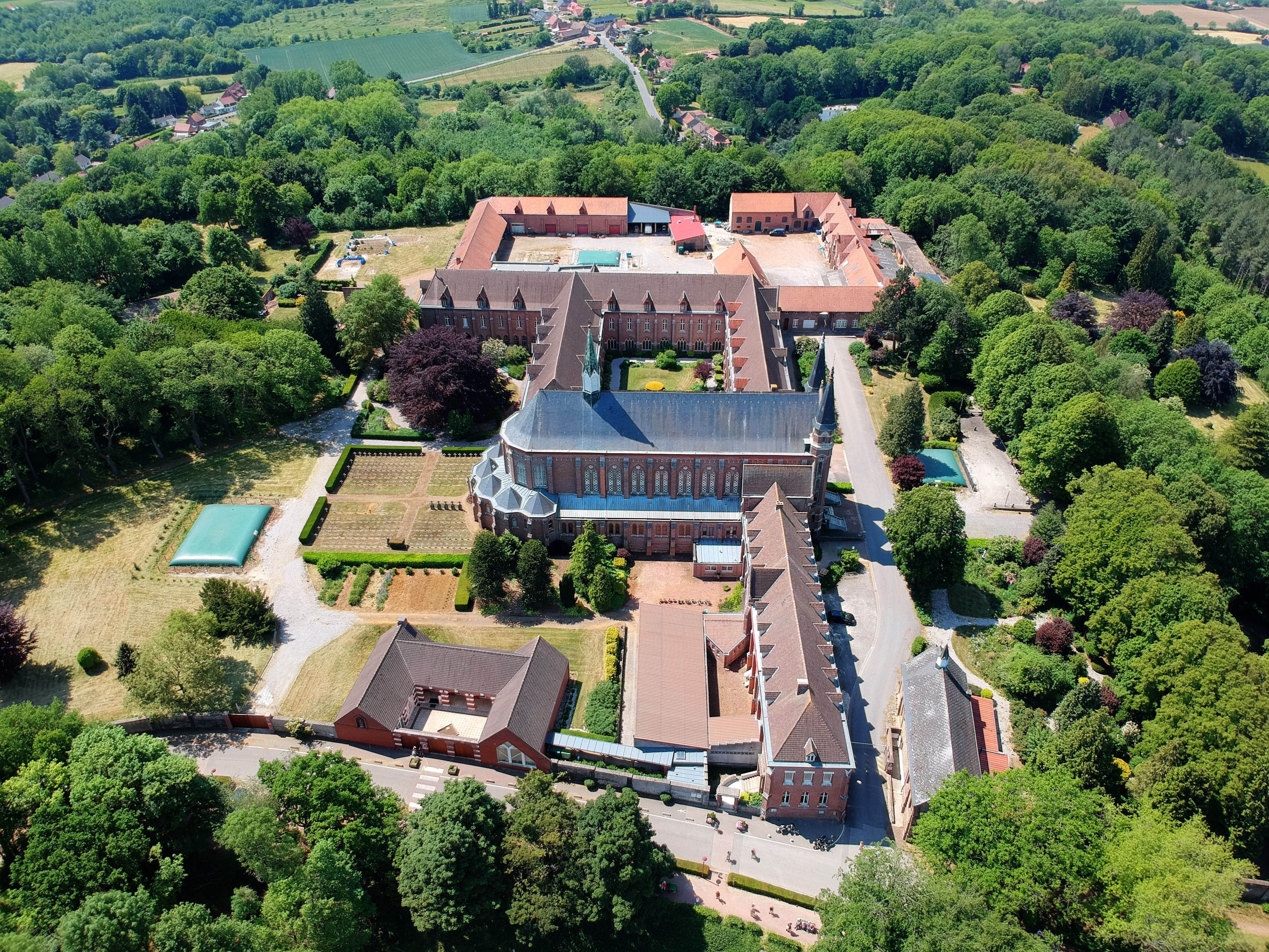
L'abbaye du Mont des Cats vue du ciel.

## Filiation et dépendances
Le Mont-des-Cats est fille de l'abbaye du Gard.

## Activités et produits

### Fromage
L'abbaye produit dans sa fromagerie plusieurs fromages dont le « Mont des Cats » dont la vente assure à l'abbaye l'essentiel de ses ressources.
D'autres fromages sont également produits par l'abbaye : le "Flamay" est une petite tomme d'environ 500g à la couleur rousse assurée par l'ajout de rocou. Le "Dessert des trappistes" est un Mont des Cats classique en petit format de tomme d'environ 500g également. La "Bourle" est une version du Flamay présentée en meule de plus de 2kg et également plus affiné (jusqu'à 6 mois). "L'Immersus 48h" est un Mont des Cats qui est plongé dans la bière de l'abbaye pendant 48h après son barratage.

### Bière
C'est en 1847 qu'une forge et une brasserie sont installées dans l'abbaye. À l'origine brassée pour la consommation personnelle des moines — comme toutes les bières trappistes — la bière brune, forte et savoureuse, est appréciée par les visiteurs, et la commercialisation de la bière commence. La brasserie est modernisée en 1896 et en 1900, les 70 trappistes de l'abbaye emploient une cinquantaine d'ouvriers laïcs qui les secondent.
À la suite des lois de 1901 et 1904, une bonne partie des moines se réfugie à Watou en Belgique, dans une ferme où ils installèrent une abbaye qu’ils appelèrent Refuge Notre Dame de Saint Bernard, où ils allaient reprendre leur activité brassicole et créer la St. Bernardus.
La production de bière cesse en 1905 à l'abbaye du Mont-des-Cats, dont le monastère, et la brasserie, sont totalement détruits par un bombardement en avril 1918. La brasserie n'a jamais été reconstruite.
Le 9 juin 2011, l'abbaye présente la Mont des Cats comme la première bière trappiste « française », bien qu'elle soit mise au point et brassée à l'abbaye de Scourmont (Chimay).

### Éditions de Bellefontaine
Les trappistes de six abbayes se sont unis en 2008 pour la reprise de cette maison d'éditions gérée jusque-là par l'abbaye de Bellefontaine, et désormais basée au Mont-des-Cats.
En plus des collections existantes (Spiritualité monastique, Spiritualité orientale, etc.), ils publient depuis juin 2009 les écrits des moines trappistes de Tibhirine, assassinés en 1996.
- Dieu pour tout jour et l'Autre que nous attendons, de Christian de Chergé, prieur du monastère de Tibhirine.
- Adorateurs dans le souffle, du frère Christophe Lebreton, le plus jeune des moines assassinés, âgé de 45 ans.
- Frère Christophe Lebreton, moine de Tibhirine, de Marie-Dominique Minassian.
- Cinq autres ouvrages devaient sortir en automne 2009.